# Прудищи (Костромская область)
Прудищи — деревня в Костромском районе Костромской области. Входит в состав Кузьмищенского сельского поселения.

## География
Находится в юго-западной части Костромской области на расстоянии приблизительно 14 км на север-северо-восток по прямой от железнодорожной станции Кострома-Новая.

## История
Известно, что в 1777 году деревня принадлежала помещику В. Ф. Скрипицыну. В 1872 году здесь было учтено 23 двора.

## Население
Постоянное население составляло 130 человек (1872 год), 3 в 2002 году (русские 100 %), 10 в 2022.